# Cyryl Lukaris
Cyryl Lukaris (ur. 1572 w Heraklionie, zm. 27 czerwca 1638 na Bosforze) – grecki duchowny prawosławny, teolog, patriarcha Aleksandrii w latach 1601–1620 (jako Cyryl III), patriarcha ekumeniczny Konstantynopola w latach 1612 i 1620–1623, 1623–1633, 1633–1634, 1634–1635, 1637–1638 (jako Cyryl I), rektor Akademii Ostrogskiej.

## Życiorys
Wysłany został do Polski przez patriarchę Melecjusza Pigasa, aby nie dopuścić do zawarcia unii brzeskiej. W Polsce kontaktował się z rektorem Akademii Wileńskiej i zapoznał się z nauką ewangelicką. Gdy został patriarchą Aleksandrii pisał w liście do papieża Pawła V, że chce z nim pozostawać w jedności, jednocześnie jednak nawiązał kontakty z Kościołem anglikańskim. Później jako patriarcha Konstantynopola nawiązał kontakt z holenderskimi kalwinami i popadł w konflikt z Kościołem katolickim. Wysłał wielu młodych greckich teologów na uniwersytety do Szwajcarii, Anglii i Holandii. Jako patriarcha Konstantynopola kilkakrotnie był deponowany i przywracany na urząd. Cyryla wspierał król angielski Jakub I, więc w dowód wdzięczności w 1624 r. podarował mu Kodeks Aleksandryjski.
W 1629 r. wydane zostało w Genewie pod jego imieniem Confessio Fidei Orthodoxae, które zawierało elementy kalwińskiej doktryny i było odległe od doktryny prawosławnej. Dzieło to zostało potępione przez kilka synodów prawosławnych (synod konstantynopolitański w 1638), których kulminacją był synod jerozolimski w 1672 r. potępiający również kalwińską doktrynę.
Sułtan Murad IV oskarżył go o buntowanie kozaków i skazał go na śmierć. Wyrok został wykonany dnia 27 czerwca 1638 r. przez janczarów na pokładzie statku w Bosforze.
Prokalwińskie sympatie Cyryla są dziś dyskutowane przez niektórych historyków prawosławnych. Twierdzą oni, że sympatie te były wynikiem politycznego wyrachowania, ponieważ miał silną opozycję w swoim Kościele, toczył spór z papieżem i był zwalczany przez sułtana. Nie wiadomo, czy Cyryl był rzeczywistym autorem Confessio, a jeżeli nawet nim był, to wspiera ono jedynie protestantyzm przeciwko doktrynie katolickiej.